# Акіко Кобаясі
Професор Акіко Кобаясі (яп. 小林 昭子, Kobayashi Akiko, born 1943) — японський хімік, яка народилася в Токіо. Вона розробниця і творець Ni(tmdt)2, першого у світі однокомпонентного молекулярного металу..

## Біографія
Кобаясі народилася в 1943 році. Її мати була музикантом, а батько — фізиком. Кобаясі закінчила хімічний факультет Токійського університету в 1967 році зі ступенем бакалавра наук і там же здобула ступінь доктора філософії в 1972 році. Вона залишилася працювати в рідному університеті, стає науковим співробітником (1972), доцентом (1993) і повним професором (1999). У 2006 році Кобаясі стає почесним професором Токійського університету та приймає посаду в Університеті Ніхон.

## Наукова діяльність
У 2009 році вона стала лауреатом нагороди Премія L'Oréal — ЮНЕСКО «Для жінок у науці» «за внесок у розробку молекулярних провідників, а також за розробку і синтез однокомпонентного органічного металу». Розглянутий метал відомий як «Ni(tmdt)2», де «tmdt» є скороченням від триметилентетратіофульвалентіолата. Цей органічний метал має незвичайні властивості, включаючи здатність проявляти металеві властивості при температурі лише на 0,6 градуса вище абсолютного нуля. Цей матеріал є парамагнітним і притягується до магнітних полів при будь-якій температурі нижче за кімнатною.. Результати роботи Кобаясі є частиною нового сімейства матеріалів з цікавими властивостями, які можна використовувати. Перше відкриття Кобаясі було пов'язано з нікелем. З тих пір були створені і досліджені варіанти на основі цинку та міді.
Акіко Кобаясі також була нагороджена премією Кристалографічного товариства Японії (1998) та Товариства складних хімічних речовин (2006).